# Afriberina zerny
Afriberina zerny är en fjärilsart som beskrevs av Eugen Wehrli 1943. Afriberina zerny ingår i släktet Afriberina och familjen mätare. Inga underarter finns listade i Catalogue of Life.